# Espèces (revue)
Espèces est une revue trimestrielle française de vulgarisation scientifique créée en 2011 et consacrée aux sciences naturelles.

## Description
Espèces est une revue associative indépendante fondée par Cécile Breton et publiée par l'association loi 1901 Kyrnos publications. Kyrnos fait partie de l'Amcsti, le réseau professionnel des cultures scientifique, technique et culturelle. La revue bénéficie de partenariats avec le Centre national du livre, le CNRS et la Société française d'écologie.
Espèces est créée en novembre 2011. La revue dispose d'un comité scientifique constitué de chercheurs et de chercheuses issus du monde de la recherche : le CNRS, le Muséum national d'histoire naturelle et les universités ; ce comité vérifie tous les articles avant publication. Le but de la revue est de fournir aux chercheurs et chercheuses un espace de vulgarisation scientifique à large diffusion. Espèces est diffusée en kiosque, sur abonnement ou par correspondance à l'échelle nationale. En 2021, le directeur de publication était Bruno Corbara. 